# Ледник Докучаева
Ледник Докучаева — ледник в Антарктиде.
Ледник был открыт и нанесён на карту Советской Антарктической экспедицией в 1961 году.
В 1966 году ледник был назван по фамилии В. В. Докучаева.